# تاريخ السويد (1991-الآن)
بعد فترة من نمو الاقتصاد السويدي بسرعة خاطفة غير مسبوقة إبان أواخر الثمانينيات، شهدت السويد نشاطًا اقتصاديًا مفرطًا (أي عجز العرض المحلي عن إشباع الطلب المحلي الإجمالي) بحلول التسعينيات. وفي شهر فبراير عام 1990 تنحت حكومة الحزب الاشتراكي الديمقراطي بقيادة رئيس الوزراء، إينغفار كارلسون، عن الحكم، وذلك بعد محاولتهم الفاشلة لتمرير مشروع قانون مثير للخلاف في البرلمان السويدي يهدف إلى تجميد الأجور ومنع الاضرابات. وفي تلك الأثناء تنحى وزير المالية السويدي، شيل-أولوف فيلت، عن منصبه في الحكومة اعتراضًا على ما وصفه بسياسات الحكومة الاقتصادية غير المسؤولة. وبعد فترة قصيرة شكّل كارلسون حكومة جديدة، ولكن حالة الاقتصاد كانت تدهور بسرعة شديدة بالفعل بحلول وقت الانتخابات العامة في سبتمبر 1991، وارتفعت معدلات البطالة بسرعة خاطفة، مما نتج عنه حصول الحزب الديمقراطي الاشتراكي على أقل نسبة من الأصوات (37.7% من الأصوات) مقارنةً بالانتخابات البرلمانية المنعقدة على مدار الستين عامًا الماضية، مما أدى إلى خسارة الحزب مناصبه الحكومية لصالح المعارضين؛ ائتلاف الوسط اليميني.
وفي نفس الوقت تقريبًا تم القبض على القاتل المُدان وسارق المصارف المعروف باسم «ليزرمانين» (رجل الليزر) الذي أطلق النار على إحدى عشر شخصًا وقتل شخصًا آخر في محاولة ارتكاب جريمة قتل متسلسل، مما روّع المهاجرين في السويد الذين كان يستهدفهم.

## عصر كارل بيلت
نجح الحزب الديمقراطي الإصلاحي الشعبوي الجديد المتكون حديثًا في تحقيق انتصار مفاجئ في الانتخابات البرلمانية عام 1991، وذلك نتيجة لاعتقاد الناس بعجز الحزب الاشتراكي الديمقراطي عن التعامل مع الاقتصاد، واعتراضهم على ما وصفوه بالسياسات الاشتراكية البالية (مثل احتكار الدولة للإذاعة التلفزيونية، والراديو، وخدمات الهاتف، والرعاية الصحية). أدى ذلك إلى تشكيل حكومة جديدة بقيادة ائتلاف الوسط اليميني. عزمت تلك الحكومة الجديدة بقيادة كارل بيلت على تبني مظهر مضاد للاشتراكية والكوزموبوليتية، وهدفت إلى المباشرة في إصلاحات عديدة. حمّلت الحكومة مسؤولية الكارثة الاقتصادية على عاتق اتباع النموذج النوردي بشكل مفرط، وتعهدت بإصلاحات عديدة، وباشرت بتفكيك الجهات الحكومية الاحتكارية، وتخفيض الضرائب، وإعادة تشكيل منظومة التعليم العالي وتدويلها، وتمهيد الطريق أمام انضمام السويد للاتحاد الأوروبي في وقت لاحق.
ورغم ذلك، فقد ورثت تلك الحكومة أسوأ كارثة اقتصادية على مدار الخمسين سنة المنصرمة، مما اضطرها إلى تكريس معظم فترة ولايتها (1991) إلى احتواء الأزمة عوضًا عن المباشرة في الاصلاحات المنشودة. نتيجة لذلك ارتفعت أسعار البضائع الاستهلاكية، وانخفضت أسعار المنازل، وارتفعت البطالة بسرعة هائلة. وفي نهاية عام 1992، في ظل فورة من المضاربات المالية التي فتكت بعدة عملات أوروبية في هذا الوقت، اضطر مصرف السويد المركزي إلى رفع نسبة الفوائد بمعدل 500% لفترة وجيزة سعيًا للحفاظ على سعر صرف الكرونة السويدية ثابتًا، ولكنه اضطر في الوقت ذاته إلى تعويم سعر صرف العملة، مما أدى إلى نزول سعر الصرف بنسبة 15% بالنسبة للدولار الأمريكي على الفور. وعلى مدار الفترة 1991–1992، انكمشت الفقاعة العقارية التي كانت تزداد حجمًا في الثمانينيات، مما أدى إلى إفلاس العديد من البنوك، مما دفع الحكومة بدورها إلى الشروع في برنامج إنقاذ البنوك السويدية الذي تعهدت من خلاله بتعويض خسائر الودائع المالية في جميع البنوك الوطنية (114 بنك بالإضافة إلى عدة بنوك مؤممة) بتكلفة وصلت إلى 64 مليار كرونة سويدية.
كان تأثير استنزاف خزينة الدولة ابتداءً من عام 1992 فصاعدًا تأثيرًا فاجعًا، ونتج عنه ارتفاع عجز الموازنة والدين القومي العام بشكل مفاجئ. ولحل هذه المشكلة، توصل الحزب الحاكم والحزب الاشتراكي إلى اتفاقات بشأن إجراءات حل الأزمة. ولكن على الرغم من تلك الاتفاقات، استمرت تلك الظروف القاسية وحالة الركود الاقتصادي العميق طوال فترة التسعينيات. ولهذه الأسباب يعتبر الكثيرون أن حكومة بيلت حكومة فاشلة نظرًا إلى أنها لم تباشر في الإصلاحات التي خططت لها نتيجة انشغالها بالأزمة (وبالتالي خذلت مؤيديها)، بالإضافة إلى عجزها عن التعامل مع الأزمة بكفاءة، وارتكاب عدة أخطاء واضحة (مثل محاولة حماية سعر صرف الكرونة التي كلفتها الكثير من المال)، مما دفع المصوتين الواقفين على الحياد إلى الوقوف في صف المعارضة.
لم تساهم سياسات حكومة بيلت في تحقيق أثر طويل المدى باستثناء بعض الأشياء مثل ظهور شركات إذاعة الراديو والتلفزيون التجارية، والقسائم المدرسية. أما أهم أثر تسببت فيه حكومة بيلت هو دفع الناس إلى الاعتقاد بأن فترات حكم الأحزاب المعارضة للشيوعية الديمقراطية تقترن بالكساد الاقتصادي والبؤس والتعاسة (وهو ما نراه واضحًا في الانتخابات الثلاثة المتعاقبة التي فاز بها الحزب الاشتراكي الديمقراطي)، الأمر الذي أدى إلى إبعاد الأحزاب اليمينية من تولي مناصب الحكومة لمدة 12 سنة تالية. ولكن حكومة بيلت استعادت سمعتها في الآونة الأخيرة بدرجة ما، وذلك بفضل ثناء المجتمع الدولي على الطريقة النموذجية التي تعاملت به تلك الحكومة مع مشكلة إنقاذ البنوك من الإفلاس.